# Droom (Lil' Kleine)
Droom is een lied van de Nederlandse rapper Lil' Kleine in samenwerking met de Marokkaans-Nederlandse rapper Lijpe. Het stond in 2021 als zesde track op het album Kleine van Lil' Kleine.

## Achtergrond
Droom is geschreven door Abdel Achahbar, Jorik Scholten en Julien Willemsen en geproduceerd door Jack $hirak. Het is een nummer dat past in de genres nederhop en trap. In het lied rappen en zingen de artiesten over wat hun dromen zijn en over hun route naar succes. Ook blikken ze terug op hun verledens en wat ze dachten dat toen hun dromen waren. Het is de eerste en anno 2023 enige hit van de twee artiesten samen.

## Hitnoteringen
Ondanks dat het lied niet als single was uitgebracht, hadden de artiesten toch bescheiden succes met het lied in Nederland. Het piekte op de zestiende plaats van de Single Top 100 in de vier weken dat het in deze hitlijst te vinden was. De Top 40 en haar Tipparade werden niet bereikt.